# Raymond Carr
Sir Raymond Albert Maillard Carr FBA FRSL FRHistS, més conegut com a Raymond Carr, (Bath, 11 d'abril de 1919 - 19 d'abril de 2015) fou un hispanista i historiador anglès.

## Biografia
Nascut l'11 d'abril de 1919 a la ciutat anglesa de Bath. Després d'estudiar en el Christ Church College i de llicenciar-se en història desenvolupà la tasca docent a la Universitat d'Oxford.
Gràcies a llibres com España 1808-1975 o als seus estudis sobre la Segona República espanyola i la Guerra Civil espanyola ha estat reconegut com un dels grans historiadors contemporanis, donant a conèixer, al mateix temps, la història d'Espanya.
Carr ha presidit la Societat d'Estudis Llatinoamericans, ha estat professor d'Història Llatinoamericana a Oxford i director de St. Anthony's College d'aquesta universitat. Membre de la Reial Acadèmia Britànica, ha rebut múltiples reconeixements a la seva tasca d'hispanista, entre els quals destaquen el premi Espejo de España de 1979, la creu d'Alfons X el Savi l'any 1983 i el Premi Príncep d'Astúries de Ciències Socials el 1999.

## Obres
- (ed. lit.) Estudios sobre la República y la Guerra Civil española, Ariel, 1974.
- (amb Juan Pablo Fusi) España, de la dictadura a la democracia, Planeta, 1979.[2]
- English Fox-Hunting: A History, 1979.
- España, de la Restauración a la democracia, 1875-1980, Ariel, 1983 (re-edición 2003).
- Richard Ford, Gerald Brenan y el descubrimiento de España por los viajeros, Barcelona: Fundació Bancaja, 1995.
- (coord.) La época de Franco (1939-1975), Espasa Calpe, 1996.
- (coord.) Visiones de fin de siglo, Taurus Ediciones, 1999.
- El rostro cambiante de Clio. Ensayos. España, Gran Bretaña, Historia, Biblioteca Nueva, 2005.[3]
- Historia de España, Península, 2007.
- España, 1808-2008, Ariel, 2009.